# 브라니슬라브 레치치
브라니슬라브 레치치(세르비아어: Бранислав Лечић, Branislav Lečić, 1955년 8월 25일~)는 세르비아의 배우, 정치인이다.
샤바츠에서 태어났다.

## 출연 작품

### 영화
- 인간 동물원 (2009년)
- 세인트 조지 슈츠 더 드래곤 (2009년)
- 더 뷰티풀 블루 다뉴브 (2008년)
- 라버런스 (2002년)
- 언더그라운드 (1995년) - 무스타파 역
- 특별교육 (1977년)